# زن‌کشی در ایران
زن‌کشی در ایران به‌ویژه در قالب قتل‌های ناموسی، یکی از شدیدترین جلوه‌های خشونت علیه زنان به‌شمار می‌رود. این پدیده به گونه‌ای مشهود است که زنان حتی توسط مردان نزدیک به خود، از جمله همسر، پدر یا برادر، به قتل می‌رسند. همچنین، زن‌کشی ساختاری توسط حکومت ایران، که در قالب سرکوب معترضان زن، اعمال خشونت توسط نیروهای امنیتی، یا فشارهای قانونی و اجتماعی بر زنان به بهانهٔ حجاب و نافرمانی مدنی صورت می‌گیرد، یکی از جلوه‌های نهادینه‌شدهٔ خشونت دولتی علیه زنان است که جان بسیاری از آن‌ها را در خیابان و بازداشتگاه‌ها، در سکوت رسانه‌ای گرفته است.
هر چند آمار دقیقی از این جنایات در دست نیست اما گزارش‌های پراکنده از افزایش نگران‌کننده این نوع خشونت در ایران حکایت دارند. بیشتر این قتل‌ها توسط همسران قربانیان انجام می‌شود و بسیاری از آن‌ها هرگز رسانه‌ای نمی‌شوند. زن‌کشی در ایران ریشه در ساختارهای اجتماعی، باورهای مردسالارانه و نابرابری‌های حقوقی دارد و بازتابی از مشکلات عمیق فرهنگی و اجتماعی کشور به‌شمار می‌آید. زن‌کشی‌ها در سراسر ایران، از شهرهای بزرگ تا کوچک رخ می‌دهند و معمولاً به دلایل ناموسی و تحت عنوان دفاع از «شرف» یا «خانواده» توجیه می‌شوند.
قوانین جمهوری اسلامی ایران اغلب به جای پیشگیری، زمینه‌ساز تکرار خشونت علیه زنان هستند. در بسیاری از موارد، قاتل به‌خاطر رابطه خانوادگی با قربانی از مجازات معاف می‌شود یا رضایت خانواده موجب بسته شدن پرونده می‌شود. همچنین در مواردی که قتل‌ها توسط حکومت انجام شده باشند، با استفاده از ابزارهایی چون سانسور، توجیه‌های قضایی و حتی انکار حمایت‌های لازم از قربانیان صورت نمی‌گیرد. طبق داده‌های بانک جهانی، حدود یک‌سوم زنان ایرانی بالای ۱۵ سال خشونت از سوی شریک زندگی خود را تجربه می‌کنند؛ آماری که زنگ خطری جدی دربارهٔ وضعیت امنیت زنان در ایران به‌شمار می‌آید.

## آمارها
زن‌کشی در ایران به یک معضل جدی تبدیل شده و آمارهای موجود نشان‌دهنده روند افزایشی این پدیده است. مرکز حقوق بشر در ایران گزارش داده که در سال ۲۰۲۴، به‌طور میانگین هر دو روز یک زن در ایران توسط اعضای خانواده خود کشته شده است. این آمار تنها شامل موارد گزارش‌شده عمومی است و تعداد واقعی احتمالاً بیشتر است. گزارشگر ویژه سازمان ملل متحد در امور حقوق بشر ایران در مارس ۲۰۲۵ اعلام کرد که در سال ۲۰۲۴، دست‌کم ۱۷۹ مورد زن‌کشی در ایران ثبت شده است. این گزارش که توسط خانم مای ساتو جمع‌آوری شده، به حمایت‌های قانونی نگران‌کننده برای مرتکبان مرد در نظام قضایی ایران اشاره دارد. این آمارها به وضوح نشان می‌دهد که قتل‌های ناموسی در ایران در حال گسترش بوده و این مسئله نیازمند توجه جدی به حقوق بشر و تلاش‌های بیشتر برای حمایت از زنان است.

### دهه ۱۳۸۰
نتایج پژوهش‌ها در دهه ۱۳۸۰ نشان داد که ۶۶٫۳٪ از زنان از آغاز زندگی مشترک خود تجربه نوعی از خشونت را داشته‌اند. در این میان، ۱۰٫۵٪ از موارد خشونت به‌شدت بالا توصیف شده بود. همچنین بیش از نیمی از زنان، معادل ۵۳٪، در همان سال اول ازدواج خود با خشونت مواجه شده بودند. این موارد در برخی موارد به زن‌کشی ختم می‌شد اما به دلیل سانسور و عمومی نشدن این موارد اطلاعات چندانی از تعداد واقعی زن‌کشی‌ها در دهه ۱۳۸۰ و پیش از آن در دسترس نیست.

### دهه ۱۳۹۰
در سال ۱۳۹۷، افزایش قابل توجهی در گزارش‌های مربوط به خشونت علیه زنان ثبت شد. آمارها نشان می‌دادند که این گزارش‌ها نسبت به سال قبل، بین ۲۰ تا ۲۲ درصد رشد داشته‌اند. تحلیل‌های کارشناسی این روند را بیشتر ناشی از افزایش آگاهی عمومی و ارتقاء فرهنگ گزارش‌دهی دانستند، نه صرفاً افزایش موارد واقعی خشونت. در سال ۱۳۹۹، سازمان پزشکی قانونی کشور اعلام کرد که از میان ۸۰٬۱۸۷ مورد معاینه مرتبط با همسرآزاری جسمی، حدود ۹۶ درصد مربوط به زنان بوده است. این آمار گویای شدت و گستره خشونت فیزیکی علیه زنان در این بازه زمانی است.

### دهه ۱۴۰۰
در آغاز دهه ۱۴۰۰ و به‌ویژه در بهار همان سال، از مجموع ۲۰٬۷۳۵ مورد معاینه مربوط به همسرآزاری جسمی، ۲۰٬۰۳۶ مورد یعنی تقریباً ۹۷ درصد آن مربوط به زنان بود. همچنین، در همین سال، دانشگاه علوم پزشکی ایران پژوهشی در پنج شهر بزرگ کشور انجام داد. نتایج این مطالعه نشان داد که ۷۷٫۲٪ از زنان در دوران قرنطینه ناشی از شیوع کووید-۱۹، حداقل یک نوع خشونت را تجربه کرده‌اند. از میان این موارد، ۹۱٫۲٪ خشونت روانی، ۶۵٫۸٪ خشونت جسمی، ۴۲٫۶٪ خشونت جنسی و ۳۸٫۲٪ خشونت منجر به صدمه گزارش شد. در سه‌ماهه نخست سال‌های ۱۴۰۱، ۱۴۰۲ و ۱۴۰۳، مجموعاً ۸۵ زن و دختر در ایران توسط مردان نزدیک به خود کشته شده‌اند. در این میان، استان تهران با پنج مورد قتل در صدر قرار داشته است. طبق گزارش‌ها، در سال ۱۴۰۲، حداقل ۱۸۶ مورد قتل ناموسی در ایران ثبت شده که بیشترین تعداد آن در استان تهران با ۳۲ مورد بوده است.

## عوامل مؤثر

### فرهنگ مردسالار و باورهای سنتی
در بسیاری از جوامع ایران، زنان به‌عنوان ناموس خانواده تلقی می‌شوند و هرگونه رفتار خارج از چارچوب‌های سنتی می‌تواند به‌عنوان لکه‌ای بر شرف خانواده تلقی شود. این نگاه باعث می‌شود که مردان خانواده، به‌ویژه پدران و همسران، در صورت احساس تهدید به شرف خانوادگی، دست به قتل زنان بزنند. در بسیاری از مناطق ایران، به‌ویژه در استان‌های سنتی و کم‌برخوردار، فرهنگ‌های سنتی و فشارهای اجتماعی نقش مهمی در تداوم زن‌کشی دارند. در این جوامع، قتل‌های ناموسی به‌عنوان اقدامی برای حفظ آبرو تلقی می‌شوند و حتی در برخی موارد، جامعه و قانون با قاتلان همدلی می‌کنند.

### نقص‌های قانونی و حمایت ناکافی
برخی از مواد قانونی در ایران، مانند ماده ۶۳۰ قانون مجازات اسلامی، به مردان اجازه می‌دهد در صورت مشاهده همسر خود در حال زنا، او را به قتل برسانند. همچنین، ماده ۳۰۱ قانون مجازات اسلامی، پدر یا جد پدری را از قصاص به دلیل قتل فرزند معاف می‌کند. این قوانین نه‌تنها بازدارنده نیستند، بلکه در برخی موارد، زمینه‌ساز تکرار خشونت علیه زنان می‌شوند. لایحه حمایت از زنان در برابر خشونت که از سال ۱۳۹۲ در مجلس مطرح شده، هنوز به تصویب نرسیده است این لایحه شامل سه بخش «بازدارندگی، حفاظتی و حمایتی» است، اما به دلیل مخالفت برخی نهادها و روحانیون، هنوز اجرایی نشده و در نتیجه، زنان در برابر خشونت‌های خانگی و اجتماعی بدون حمایت قانونی مؤثر باقی مانده‌اند.
در بسیاری از موارد، قوانین کیفری ایران به گونه‌ای است که مردان می‌توانند با ادعای «غیرت» یا «ناموس‌پرستی» اقدام به قتل زنان کنند و با مجازات‌های سبک‌تری مواجه شوند. این نگاه مالکانه به زنان، ریشه در فرهنگ‌های سنتی و آموزه‌های نادرست دارد که زنان را به‌عنوان «ملک» مردان می‌دانند. برخلاف بسیاری از کشورها، در ایران خشونت خانگی به‌طور مشخص جرم‌انگاری نشده است. ماده ۱۱۰۵ قانون مدنی، ریاست خانواده را به مردان اختصاص داده و به‌طور غیرمستقیم به آن‌ها اجازه می‌دهد از خشونت برای حفظ این ریاست استفاده کنند. این موضوع باعث شده تا زنان قربانی خشونت خانگی نتوانند به‌طور مؤثر از حقوق خود دفاع کنند.
زنان قربانی خشونت در ایران اغلب به دلیل نبود پناهگاه‌های امن و حمایت‌های قانونی، مجبور به تحمل شرایط خشونت‌آمیز می‌شوند. تعداد خانه‌های امن برای زنان در ایران بسیار محدود است. بر اساس گزارش‌ها، تنها ۲۷ خانه امن در سراسر کشور وجود دارد که این تعداد برای پاسخگویی به نیازهای زنان قربانی خشونت کافی نیست. علاوه بر این، نیمی از استان‌های ایران فاقد خانه امن هستند، که این مسئله دسترسی زنان به حمایت‌های ضروری را محدود می‌کند.

### عوامل اجتماعی
مشکلات اقتصادی، اعتیاد همسر، سطح تحصیلات پایین، تعداد فرزندان، فضای مجازی و بحران‌هایی مانند کرونا از جمله عوامل زمینه‌ساز خشونت علیه زنان و زن‌کشی در ایران هستند. بیکاری و مشکلات اقتصادی همسران به‌ویژه در دوران پاندمی کرونا، فشار روانی و استرس را در خانواده‌ها افزایش می‌دهد. این شرایط می‌تواند به خشونت خانگی و در مواردی به قتل زنان منجر شود. مطالعات نشان می‌دهد که زنان بیکار و خانه‌دار بیشتر در معرض خشونت خانگی هستند.
همچنین مطالعات نشان می‌دهند که اعتیاد همسر می‌تواند به افزایش احتمال قتل زنان منجر شود. اعتیاد می‌تواند منجر به افزایش خشونت خانگی، کاهش کنترل بر رفتار و تشدید بحران‌های روانی و اجتماعی در خانواده‌ها شود. این عوامل می‌توانند به افزایش احتمال قتل زنان منجر شوند. به عنوان مثال، در مطالعه‌ای که در شهر زاهدان و بر روی تعدادی از مراجعه کنندگان به مراکز بهداشتی انجام شد، ۹۱ درصد از زنان مراجعه کننده دارای همسران معتاد، توسط آن‌ها مورد سوءرفتار جسمی، روحی و جنسی قرار می‌گرفتند. همچنین مطالعات نشان می‌دهند که مصرف برخی از مواد مخدر، مانند شیشه، می‌تواند میزان خشونت فیزیکی را در فرد به شدت بالا ببرد؛ بنابراین، نوع ماده مخدر مصرفی توسط فرد معتاد با خشونتی که وی به همسر و فرزند خود نشان می‌دهد، رابطه مستقیمی دارد و می‌تواند منجر به زن‌کشی شود.

## زن‌کشی با انگیزه قتل ناموسی در ایران
در ایران، موارد متعددی از زن‌کشی‌ها با انگیزه قتل ناموسی توسط اعضای خانواده، به‌ویژه پدر یا همسر، گزارش شده است. این نوع قتل‌ها اغلب ریشه در خشونت خانگی، تعصبات ناموسی و کنترل اجتماعی دارند.

### قتل فاطمه سلطانی توسط پدرش
در فروردین ۱۴۰۴، فاطمه سلطانی، دختر ۱۸ ساله‌ای که به‌دلیل خشونت‌های خانگی از خانواده جدا شده و به استقلال مالی رسیده بود، توسط پدرش در محل کارش در اسلامشهر با ضربات چاقو به قتل رسید.

### قتل فاطمه بریهی توسط همسرش
در خرداد ۱۳۹۹، فاطمه بریهی، دختر ۱۹ ساله اهل آبادان، به‌دست همسر و پسرعمویش به‌طرز فجیعی به قتل رسید. او که تنها دو روز پس از عقد اجباری با پسرعمویش از خانه گریخته و به مشهد رفته بود، پس از یک سال توسط همسرش پیدا شد و به آبادان بازگردانده شد. در شامگاه ۲۵ خرداد، همسرش او را به کنار رودخانه بهمنشیر برد و با چاقو به قتل رساند و سرش را برید.

### قتل رومینا اشرفی توسط پدرش
در اردیبهشت ۱۳۹۹، رومینا اشرفی، دختر ۱۳ ساله‌ای اهل تالش، به‌دست پدرش با داس به قتل رسید. رومینا پس از فرار با پسری که به او علاقه‌مند بود، توسط پلیس بازگردانده شد و علیرغم هشدارها، به خانه‌ای که در آن احساس امنیت نمی‌کرد، سپرده شد. قتل او موجی از خشم عمومی و بحث‌های گسترده دربارهٔ قوانین حمایتی از کودکان و زنان در ایران به‌راه انداخت.

### قتل مونا حیدری توسط همسرش
در بهمن ۱۴۰۰، مونا حیدری، دختر ۱۷ ساله اهل اهواز، توسط همسرش به طرز فجیعی به قتل رسید. او که در کودکی به عقد پسرعمویش درآمده بود، پس از فرار به ترکیه، به ایران بازگردانده شد. همسرش پس از قتل، سر بریدهٔ او را در خیابان‌های اهواز به نمایش گذاشت. این جنایت واکنش‌های گسترده‌ای در جامعه و رسانه‌ها برانگیخت. در نهایت، قاتل به هشت سال حبس تعزیری محکوم شد.

### قتل ریحانه عامری توسط پدرش
در خرداد ۱۳۹۹، ریحانه عامری، دختر ۲۲ ساله اهل کرمان، به‌دست پدرش به قتل رسید. پدر ریحانه پس از مشاجره بر سر دیر بازگشتن او به خانه، با ضربات جسم سخت به سرش، او را کشت.

### قتل هانیه بهبودی توسط همسرش
هانیه بهبودی پورامغان، ورزشکار ۲۳ ساله اهل فریمان، دانشجوی تربیت بدنی و قهرمان مچ‌اندازی در استان خراسان رضوی بود. مقام‌های قضائی نظام جمهوری اسلامی ایران از بازداشت همسر او به اتهام قتل خبر داداند. دادستان عمومی و انقلاب فریمان دربارهٔ اعترافات متهم به قتل گفت متهم به اختلافات و سوءظن‌های خود اشاره کرد و مدعی شد که همسرش تصاویری با حجاب نامتعارف از خود در فضای مجازی منتشر کرده بود که موجب عصبانیتش شده است.

## زن‌کشی توسط حکومت
در ایران موارد متعددی از کشته‌شدن زنان توسط نیروهای حکومتی به دلایل مرتبط با حجاب یا مشارکت در اعتراضات ثبت شده است.

### ندا آقاسلطان
ندا آقاسلطان، دانشجوی فلسفه، در جریان اعتراضات مردمی پس از انتخابات ۱۳۸۸، در تاریخ ۳۰ خرداد همان سال، در خیابان کارگر شمالی تهران با شلیک گلوله کشته شد. صحنهٔ جان‌باختن او که به‌صورت ویدئویی منتشر شد، به یکی از نمادهای جهانی خشونت علیه معترضان و مقاومت مردم و زنان ایران تبدیل شد.

### مهسا امینی
در ۲۲ شهریور ۱۴۰۱، مهسا امینی، دختر ۲۲ ساله اهل سقز، به‌دلیل «بدحجابی» توسط گشت ارشاد در تهران بازداشت شد. وی سه روز بعد، در بازداشتگاه جان باخت. مرگ او موجی از اعتراضات سراسری را در ایران و جهان برانگیخت و به آغاز جنبش «زن، زندگی، آزادی» انجامید.

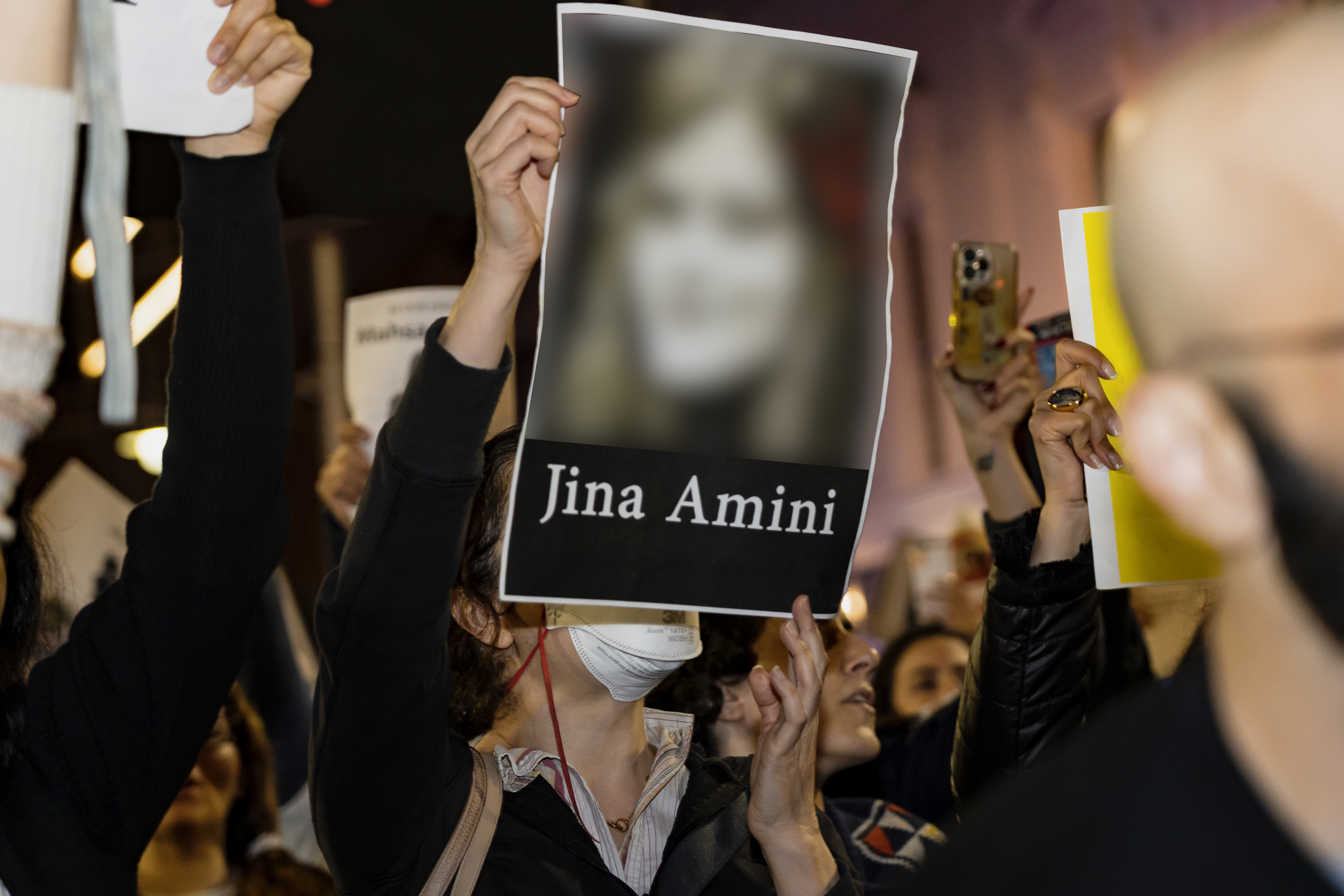
تصویری از مهسا امینی در دست معترضان

### آرزو بدری
در مرداد ۱۴۰۲، آرزو بدری، زن جوانی در شهرستان نور استان مازندران، به‌دلیل عدم رعایت حجاب اجباری، هدف شلیک مأموران نیروی انتظامی قرار گرفت و با وضعیت وخیم به بیمارستان منتقل شد.

### نیکا شاکرمی
در ۲۹ شهریور ۱۴۰۱، نیکا شاکرمی، دختر ۱۷ ساله اهل لرستان، در جریان اعتراضات سراسری «زن، زندگی، آزادی» در تهران ناپدید شد. نه روز بعد، پیکر بی‌جان او با نشانه‌های ضرب‌وجرح شدید در سردخانه‌ای در تهران یافت شد. مقامات جمهوری اسلامی علت مرگ را سقوط از ارتفاع اعلام کردند، اما خانواده و شاهدان این روایت را رد کرده و آن را تلاشی برای سرپوش گذاشتن بر قتل عمد می‌دانند. قتل نیکا به یکی از نمادهای خشونت حکومتی علیه معترضان تبدیل شد و واکنش‌های گسترده‌ای را در داخل و خارج از کشور برانگیخت.

### الهه حسین‌نژاد
الهه حسین‌نژاد، دختر ۲۴ ساله‌ای از اسلامشهر، در ۴ خرداد ۱۴۰۴ پس از ترک محل کارش در سعادت‌آباد تهران ناپدید شد. او در میدان آزادی سوار یک خودروی عبوری شد و پس از آن دیگر خبری از او نشد. پس از ۱۰ روز جستجو، جسد او در بیابان‌های اطراف فرودگاه مهرآباد کشف شد.
این حادثه ضعف ساختارهای امنیتی و حمایتی جمهوری اسلامی در حفاظت از زنان را برجسته کرد. در حالی که حکومت جمهوری اسلامی با صرف منابع قابل توجهی به سرکوب پوشش اختیاری زنان و اعمال محدودیت‌های اجتماعی می‌پردازد، در تأمین امنیت پایه‌ای برای آنان ناکام مانده است. قتل الهه حسین‌نژاد نمادی از بی‌توجهی حکومت جمهوری اسلامی به حقوق و امنیت زنان است، در حالی که سیاست‌های رسمی همچنان بر کنترل و محدودسازی آزادی‌های فردی تمرکز دارند.

### کشته‌شدن زنان در اعتراضات ۱۴۰۱
در جریان اعتراضات سراسری پس از مرگ مهسا امینی، دست‌کم ۵۳۷ نفر کشته شدند که تعدادی از آن‌ها زنان بودند. این افراد در اثر شلیک گلوله، ضرب و شتم یا شکنجه جان باختند.

### خشونت‌های گشت ارشاد
گزارش‌هایی از خشونت‌های گشت ارشاد علیه زنان منتشر شده است. برای نمونه، در اردیبهشت ۱۴۰۳، ویدیویی از درگیری مأموران گشت ارشاد با یک زن به‌دلیل «کشف حجاب» منتشر شد که واکنش‌های زیادی را برانگیخت. این موارد نشان‌دهندهٔ خشونت ساختاری علیه زنان در ایران است که می‌توان آن را نوعی زن‌کشی حکومتی دانست.

## اقدامات انجام شده برای مقابله با زن‌کشی
رسانه‌های مستقل، شبکه‌های اجتماعی و برخی روزنامه‌نگاران در ایران، نقش مهمی در انتشار اخبار زن‌کشی ایفا کرده‌اند. کمپین‌هایی مانند #نه_به_زن‌کشی یا #دادخواهی_برای_رومینا بعد از قتل رومینا اشرفی، صدای اعتراض بسیاری از مردم را منعکس کرد. در این زمینه، گروه‌ها و فعالان مختلفی از طیف‌های اجتماعی، حقوقی و رسانه‌ای دست به اقدامات مختلفی زده‌اند تا این معضل اجتماعی را به چالش بکشند. هرچند شرایط سیاسی و اجتماعی در ایران مانع از ظهور کامل این مبارزات شده است، اما تلاش‌های گوناگون برای مقابله با این پدیده همچنان ادامه دارد.

### جمعیت امام علی
جمعیت امام علی یکی از نخستین سازمان‌های مردم‌نهاد در ایران بود که با تمرکز بر حقوق کودکان، زنان و حمایت از گروه‌های آسیب‌پذیر، به فعالیت پرداخت. این سازمان با استفاده از روش‌های نوین در دفاع از حقوق اجتماعی، به مستندسازی موارد خشونت خانگی و زن‌کشی پرداخت و در مواقعی که جامعه به بحران می‌خورد، مداخله می‌کرد. فعالیت‌های این جمعیت در زمینهٔ پیشگیری از خشونت‌های خانوادگی و آگاه‌سازی جامعه در مورد پیامدهای این نوع خشونت‌ها به‌ویژه در مناطق محروم، تأثیر زیادی بر روی افکار عمومی داشت. با این حال، این جمعیت به دلیل فشارهای سیاسی و امنیتی و همچنین بازداشت فعالانش، عملاً مجبور به توقف فعالیت‌های خود شد. با این وجود، میراث این جمعیت همچنان در بسیاری از کنش‌های فعالان حقوق بشری و اجتماعی زنده است.

### مراکز پژوهشی زنان در دانشگاه‌ها
در کنار نهادهای غیردولتی، مراکز مطالعات زنان در دانشگاه‌های ایران نیز نقش مهمی در شناخت ریشه‌های زن‌کشی و خشونت خانگی ایفا کرده‌اند. این مراکز پژوهشی با تحلیل‌های علمی و آکادمیک، به بررسی ابعاد مختلف خشونت علیه زنان پرداخته و راهکارهایی برای کاهش این خشونت‌ها ارائه داده‌اند. گزارش‌ها و مقالات علمی منتشرشده از این مراکز، گاه به‌عنوان منابع مرجع در مناظرات و بحث‌های عمومی به کار رفته‌اند. اگرچه این مراکز با محدودیت‌های زیادی روبه‌رو بوده‌اند، اما در سطح محدودتری همچنان به فعالیت خود ادامه داده و پژوهش‌هایی دربارهٔ مسائل زنان به ویژه در زمینه خشونت خانگی و قتل‌های ناموسی منتشر کرده‌اند.

### وکلا و فعالان مستقل
فعالان حقوقی مانند نسرین ستوده و شادی صدر، از جمله افرادی بودند که در مسیر مبارزه با خشونت‌های جنسیتی و زن‌کشی در ایران پیشگام شدند. نسرین ستوده که به‌عنوان وکیل مدافع حقوق بشر شناخته می‌شود، بارها در پرونده‌های حقوق زنان و قتل‌های ناموسی حضور داشته و از حق زنان برای زندگی آزاد و بدون خشونت دفاع کرده است. با این حال، او نیز همچون دیگر فعالان حقوق بشری، به دلیل فعالیت‌های خود بارها مورد بازداشت و آزار و اذیت قرار گرفت. شادی صدر، بنیان‌گذار پروژه «عدالت برای ایران»، در تلاش است تا خشونت‌های ضد زن در ایران را در سطح بین‌المللی مطرح کند. او با جمع‌آوری اسناد و مدارک مربوط به خشونت‌های ساختاری علیه زنان، در تلاش است تا این مسائل را به‌عنوان نقض حقوق بشر در مجامع جهانی به رسمیت بشناساند.

### فعالان شبکه‌های اجتماعی
فعالان شبکه‌های اجتماعی و خبرنگاران مستقل در ایران نیز به‌ویژه در زمینه پوشش اخبار مربوط به زن‌کشی و خشونت‌های خانوادگی نقش مهمی ایفا کرده‌اند. صبا آذرپیک، خبرنگار و فعال حقوق بشر، یکی از افرادی است که در مواجهه با سانسور و محدودیت‌های شدید، توانسته است اطلاعاتی معتبر و به‌روز را در مورد قتل‌های خانوادگی و زن‌کشی‌ها منتشر کند. او با استفاده از ظرفیت‌های شبکه‌های اجتماعی، توانسته صدای قربانیان خشونت‌های خانگی را به گوش عموم برساند. دیگر خبرنگاران مستقل مانند آیدا قجر نیز در موارد مختلف از جمله قتل‌های ناموسی و زن‌کشی‌های پنهانی در شهرستان‌ها گزارش‌هایی منتشر کرده‌اند. این افراد با بهره بردن از ابزارهای در دسترس خود، موفق شدند که پرونده‌های جنجالی زن‌کشی را در سطح ملی و بین‌المللی مطرح کنند.

## بازتاب در هنر
بازتاب هنری زن‌کشی در ایران، یکی از عرصه‌های پرتنش و پرقدرت در هنر معاصر ایران است. هنرمندان ایرانی در قالب‌های مختلفی مانند سینما، تئاتر، نقاشی، هنرهای مفهومی و شعر، نسبت به زن‌کشی، خشونت جنسیتی و سرکوب زنان واکنش نشان داده‌اند.
- پرفورمنس‌های هنری که از قتل مهسا امینی الهام گرفته بودند، هنرمندان زیادی در سراسر جهان از جمله ایرانیان خارج از کشور را متحد کرد تا اقدام به اجرای نمایش‌های اعتراضی، نقاشی، دیوارنگاری و طراحی پوسترهایی کنند که بازتابی از زن‌کشی حکومتی و خشونت جنسیتی بودند.[۴۸][۴۹][۵۰][۵۱]
- فیلم «خانه پدری» از کیانوش عیاری تصویری واضح و تکان‌دهنده از قتل ناموسی دختر جوانی در خانهٔ پدرش ارائه می‌دهد. فیلم در ایران بارها توقیف شد و از سوی نهادهای رسمی به دلیل سیاه‌نمایی مورد حمله قرار گرفت. این اثر به‌وضوح به مسئله زن‌کشی به عنوان واقعیتی تاریخی و مستمر در جامعه ایران می‌پردازد.[۵۲]
- شاعران معاصر ایرانی همچون شیرین رضویان، نسیم خاکسار و الهه سادات صفوی در آثار خود بازتابی از خشونت علیه زنان و زن‌کشی را به تصویر کشیده‌اند. شیرین رضویان در مجموعهٔ «سرودهای آزادی»، با نگاهی انسانی به رنج زنان ایرانی و افغان، به تبعیض جنسیتی پرداخته است. نسیم خاکسار در شعرهایش، به‌ویژه پس از خیزش «زن، زندگی، آزادی»، دختران ایرانی را نماد ایستادگی در برابر سرکوب نشان داده است. همچنین الهه سادات صفوی نیز در شعرخوانی‌های خود، مضامین اجتماعی و اعتراض به نابرابری‌ها را بیان کرده است.[۵۳][۵۴]